# HŠK Frankopan Kustošija
Hrvatski športski klub Frankopan Kustošija bio je hrvatski nogometni klub iz Kustošije.
Klub je nastao 1931. u Kustošiji, danas dijelom Zagreba. Predstavljao je Kustošiju i Črnomerec koji su do 1941. bili odvojena naselja.
Igrao je u finalu provincije Zagrebačkog nogometnog podsaveza 1940./41. protiv sisačke Viktorije od koje je izgubio 0:4.